# ۱۳۳۲ (خورشیدی)
۱۳۳۲ هزار و سیصد و سی و دومین سال هجری خورشیدی سالی عادی است.
عید قربان روز ۱۴ دی ماه میباشد

## رویدادها
- ۲۸ مرداد - کودتای ۲۸ مرداد و خلع دکتر مصدق از نخست‌وزیری.
- ۲۲ مهر - کشتار قبیه که در آن ۶۹ غیرنظامی فلسطینی توسط ارتش اسرائیل و به فرماندهی آریل شارون کشته شدند.
- تاریخ نامعلوم - جلال آل احمد به علت اختلاف با رهبران حزب نیروی سوم از آن‌ها هم کناره می‌گیرد.
- اواخر مهر - بنیانگذاری باشگاه شاهین اصفهان (سپاهان کنونی) توسط محمود حریری

## زادروزها
- ۳ فروردین - منوچهر متکی، سیاستمدار
- ۳ خرداد - بیژن بیژنی، خواننده و خوش‌نویس
- ۲۳ خرداد - محمدرضا سرشار، نویسنده، گوینده رادیو و منتقد ادبی
- ۴ تیر - عبدالمحمد نظام الاسلامی، نماینده مردم بروجرد و اشترینان
- ۹ تیر - فؤاد بابان، گوینده اخبار
- ۱۵ تیر - رضا فیاضی، بازیگر
- ۸ مهر - محمود جعفری، بازیگر
- ۲۲ آبان - گلاب آدینه، بازیگر
- ۱ آذر - هادی حمیدی، خواننده
- ۱۰ آذر - شهلا معززی، نقاش
- ۲۵ بهمن - قشنگ کامکار، موسیقی‌دان
- ۱ اسفند - طهماسب مظاهری، وزیر امور اقتصاد و دارایی ایران در دولت سید محمد خاتمی و رئیس پیشین بانک مرکزی ایران

### تاریخ نامعلوم
- مهدی شب‌زنده‌دار، از فقهای شیعه و عضو شورای نگهبان
- سید محمد اصغری، وزیر دادگستری ایران در دولت‌های رجایی و باهنر و دولت اول میر حسین موسوی
- جعفر نجیبی، مجسمه‌ساز
- سید احمد معتمدی، وزیر ارتباطات و فناوری اطلاعات در کابینه دوم سید محمد خاتمی
- سید محمدحسن ابوترابی‍فرد، نماینده دوره‌های هفتم، هشتم و نهم مجلس شورای اسلامی
- محمدحسین شریف‌زادگان، سیاستمدار
- خضر بازیاری، فعال اجتماعی شهر بوشهر
- محمدعلی عربی، نمایندهٔ حوزه انتخابیه کاشمر

## درگذشت‌ها
- ۲۴ خرداد - میرزا عبدالحسین ذوالریاستین شیرازی (مونسعلیشاه)